# Барановська Олена Геннадіївна
Олена Генадіївна Барановська (Каменських) — українська солістка балету Одеського театру опери та балету.

## Життєпис
У 1981 році закінчила Пермське хореографічне училище (клас Н. Д. Сільванович).
У 1988 р. знялась в епізодичній ролі у фільмі «В'язень замку Іф».
23 березня 2010 Президент України Віктор Янукович присвоїв їй звання народного артиста України.
В 2011 році Олена Барановська відзначила тридцятиріччя своєї творчої діяльності, двадцять п'ять з яких пов'язані з Одеським національним академічним театром опери та балету. Вона виступала в концерті на єгипетських пірамідах. Серед зірок світового балету вона брала участь в останньому концерті Р. Нурієва в Лондоні.